# Saison 1975-1976 de la LNH
Saison précédente Saison suivante
La saison 1975-1976 est la 59e saison régulière de la Ligue nationale de hockey. Les dix-huit équipes ont joué chacune 80 matchs.
Les Flyers de Philadelphie qui viennent de remporter les deux Coupes Stanley précédentes atteignent encore une fois la finale des séries éliminatoires mais sont battus par les Canadiens de Montréal.

## Saison régulière
Les Canadiens de Montréal ont établi deux nouveaux records en réalisant 58 victoires et 127 points au cours de la saison.

### Classements finaux

#### Association Prince de Galles
| Clt   | Équipe                        | PJ | V  | D  | N  | BP  | BC  | Pts |
| ----- | ----------------------------- | -- | -- | -- | -- | --- | --- | --- |
| +001, | Bruins de Boston              | 80 | 48 | 15 | 17 | 313 | 237 | 113 |
| +002, | Sabres de Buffalo             | 80 | 46 | 21 | 13 | 339 | 240 | 105 |
| +003, | Maple Leafs de Toronto        | 80 | 34 | 31 | 15 | 294 | 276 | 83  |
| +004, | Golden Seals de la Californie | 80 | 27 | 42 | 11 | 250 | 278 | 65  |

| Clt   | Équipe                 | PJ | V  | D  | N  | BP  | BC  | Pts |
| ----- | ---------------------- | -- | -- | -- | -- | --- | --- | --- |
| +001, | Canadiens de Montréal  | 80 | 58 | 11 | 11 | 337 | 174 | 127 |
| +002, | Kings de Los Angeles   | 80 | 38 | 33 | 9  | 263 | 265 | 85  |
| +003, | Penguins de Pittsburgh | 80 | 35 | 33 | 12 | 339 | 303 | 82  |
| +004, | Red Wings de Détroit   | 80 | 26 | 44 | 10 | 226 | 300 | 62  |
| +005, | Capitals de Washington | 80 | 11 | 59 | 10 | 224 | 394 | 32  |

#### Association Clarence Campbell
| Clt   | Équipe                 | PJ | V  | D  | N  | BP  | BC  | Pts |
| ----- | ---------------------- | -- | -- | -- | -- | --- | --- | --- |
| +001, | Flyers de Philadelphie | 80 | 51 | 13 | 16 | 348 | 209 | 118 |
| +002, | Islanders de New York  | 80 | 42 | 21 | 17 | 297 | 190 | 101 |
| +003, | Flames d'Atlanta       | 80 | 35 | 33 | 12 | 262 | 237 | 82  |
| +004, | Rangers de New York    | 80 | 29 | 42 | 9  | 262 | 333 | 67  |

| Clt   | Équipe                   | PJ | V  | D  | N  | BP  | BC  | Pts |
| ----- | ------------------------ | -- | -- | -- | -- | --- | --- | --- |
| +001, | Black Hawks de Chicago   | 80 | 32 | 30 | 18 | 254 | 261 | 82  |
| +002, | Canucks de Vancouver     | 80 | 33 | 32 | 15 | 271 | 272 | 81  |
| +003, | Blues de Saint-Louis     | 80 | 29 | 37 | 14 | 249 | 290 | 72  |
| +004, | North Stars du Minnesota | 80 | 20 | 53 | 7  | 195 | 303 | 47  |
| +005, | Scouts de Kansas City    | 80 | 12 | 56 | 12 | 190 | 351 | 36  |

- Champion de la saison régulière
- Qualifié pour les quarts de finale des séries éliminatoires
- Qualifié pour le tour préliminaire des séries éliminatoires

### Meilleurs Pointeurs
| Joueur            | Équipe            | PJ | B  | A  | Pts | Pun |
| ----------------- | ----------------- | -- | -- | -- | --- | --- |
| Guy Lafleur       | Montréal          | 80 | 56 | 69 | 125 | 36  |
| Bobby Clarke      | Philadelphie      | 76 | 30 | 89 | 119 | 136 |
| Gilbert Perreault | Buffalo           | 80 | 44 | 69 | 113 | 36  |
| Bill Barber       | Philadelphie      | 80 | 50 | 62 | 112 | 104 |
| Pierre Larouche   | Pittsburgh        | 76 | 53 | 58 | 111 | 33  |
| Jean Ratelle      | Bruins et Rangers | 80 | 36 | 69 | 105 | 18  |
| Peter Mahovlich   | Montréal          | 80 | 34 | 71 | 105 | 76  |
| Jean Pronovost    | Pittsburgh        | 80 | 52 | 52 | 104 | 24  |
| Darryl Sittler    | Toronto           | 79 | 41 | 59 | 100 | 90  |
| Syl Apps, Jr.     | Pittsburgh        | 80 | 32 | 67 | 99  | 24  |

## Séries éliminatoires de la Coupe Stanley

### Tableau récapitulatif
|  | Barrages | Barrages               | Barrages | Barrages               |   |                        | Quarts de finale | Quarts de finale | Quarts de finale | Quarts de finale |  |  | Demi-finales | Demi-finales | Demi-finales | Demi-finales |  |  | Finale | Finale | Finale | Finale |
|  |          |                        |          |                        |   |                        |                  |                  |                  |                  |  |  |              |              |              |              |  |  |        |        |        |        |
|  |          |                        |          |                        |   |                        |                  |                  |                  |                  |  |  |              |              |              |              |  |  |        |        |        |        |
|  |          |                        |          |                        |   |                        |                  |                  |                  |                  |  |  |              |              |              |              |  |  |        |        |        |        |
|  |          |                        |          |                        |   |                        |                  |                  |                  |                  |  |  |              |              |              |              |  |  |        |        |        |        |
|  |          |                        |          |                        |   |                        |                  |                  |                  |                  |  |  |              |              |              |              |  |  |        |        |        |        |
|  | 1        | Canadiens de Montréal  | 4        | 4                      |   |                        |                  |                  |                  |                  |  |  |              |              |              |              |  |  |        |        |        |        |
|  | 1        | Canadiens de Montréal  | 4        | 4                      |   |                        |                  |                  |                  |                  |  |  |              |              |              |              |  |  |        |        |        |        |
|  |          |                        | 10       | Black Hawks de Chicago | 0 | 0                      |                  |                  |                  |                  |  |  |              |              |              |              |  |  |        |        |        |        |
|  | 4        | Sabres de Buffalo      | 10       | Black Hawks de Chicago | 0 | 0                      | 2                | 2                |                  |                  |  |  |              |              |              |              |  |  |        |        |        |        |
|  | 4        | Sabres de Buffalo      |          |                        |   |                        |                  | 2                |                  |                  |  |  |              |              |              |              |  |  |        |        |        |        |
|  | 12       | Blues de Saint-Louis   | 1        | 1                      |   |                        |                  |                  |                  |                  |  |  |              |              |              |              |  |  |        |        |        |        |
|  | 12       | Blues de Saint-Louis   | 1        | 1                      | 1 | Canadiens de Montréal  | 4                | 4                |                  |                  |  |  |              |              |              |              |  |  |        |        |        |        |
|  |          |                        |          |                        | 1 | Canadiens de Montréal  | 4                | 4                |                  |                  |  |  |              |              |              |              |  |  |        |        |        |        |
|  |          |                        | 5        | Sabres de Buffalo      | 1 | 1                      |                  |                  |                  |                  |  |  |              |              |              |              |  |  |        |        |        |        |
|  |          |                        |          |                        | 1 | 1                      |                  |                  |                  |                  |  |  |              |              |              |              |  |  |        |        |        |        |
|  |          |                        |          |                        |   |                        |                  |                  |                  |                  |  |  |              |              |              |              |  |  |        |        |        |        |
|  |          |                        |          |                        |   |                        |                  |                  |                  |                  |  |  |              |              |              |              |  |  |        |        |        |        |
|  | 4        | Sabres de Buffalo      | 2        | 2                      |   |                        |                  |                  |                  |                  |  |  |              |              |              |              |  |  |        |        |        |        |
|  | 4        | Sabres de Buffalo      | 2        | 2                      |   |                        |                  |                  |                  |                  |  |  |              |              |              |              |  |  |        |        |        |        |
|  |          |                        | 5        | Islanders de New York  | 4 | 4                      |                  |                  |                  |                  |  |  |              |              |              |              |  |  |        |        |        |        |
|  | 5        | Islanders de New York  | 5        | Islanders de New York  | 4 | 4                      | 2                | 2                |                  |                  |  |  |              |              |              |              |  |  |        |        |        |        |
|  | 5        | Islanders de New York  |          |                        |   |                        |                  | 2                |                  |                  |  |  |              |              |              |              |  |  |        |        |        |        |
|  | 11       | Canucks de Vancouver   | 0        | 0                      |   |                        |                  |                  |                  |                  |  |  |              |              |              |              |  |  |        |        |        |        |
|  | 11       | Canucks de Vancouver   | 0        | 0                      | 1 | Canadiens de Montréal  | 4                | 4                |                  |                  |  |  |              |              |              |              |  |  |        |        |        |        |
|  |          |                        |          |                        | 1 | Canadiens de Montréal  | 4                | 4                |                  |                  |  |  |              |              |              |              |  |  |        |        |        |        |
|  |          |                        | 2        | Flyers de Philadelphie | 0 | 0                      |                  |                  |                  |                  |  |  |              |              |              |              |  |  |        |        |        |        |
|  | 6        | Kings de Los Angeles   | 2        | Flyers de Philadelphie | 0 | 0                      | 2                | 2                |                  |                  |  |  |              |              |              |              |  |  |        |        |        |        |
|  | 6        | Kings de Los Angeles   |          |                        |   |                        |                  | 2                |                  |                  |  |  |              |              |              |              |  |  |        |        |        |        |
|  | 9        | Flames d'Atlanta       | 0        | 0                      |   |                        |                  |                  |                  |                  |  |  |              |              |              |              |  |  |        |        |        |        |
|  | 9        | Flames d'Atlanta       | 0        | 0                      | 2 | Flyers de Philadelphie | 4                | 4                |                  |                  |  |  |              |              |              |              |  |  |        |        |        |        |
|  |          |                        |          |                        | 2 | Flyers de Philadelphie | 4                | 4                |                  |                  |  |  |              |              |              |              |  |  |        |        |        |        |
|  |          |                        | 7        | Maple Leafs de Toronto | 3 | 3                      |                  |                  |                  |                  |  |  |              |              |              |              |  |  |        |        |        |        |
|  |          |                        |          |                        | 3 | 3                      |                  |                  |                  |                  |  |  |              |              |              |              |  |  |        |        |        |        |
|  |          |                        |          |                        |   |                        |                  |                  |                  |                  |  |  |              |              |              |              |  |  |        |        |        |        |
|  |          |                        |          |                        |   |                        |                  |                  |                  |                  |  |  |              |              |              |              |  |  |        |        |        |        |
|  | 2        | Flyers de Philadelphie | 4        | 4                      |   |                        |                  |                  |                  |                  |  |  |              |              |              |              |  |  |        |        |        |        |
|  | 2        | Flyers de Philadelphie | 4        | 4                      |   |                        |                  |                  |                  |                  |  |  |              |              |              |              |  |  |        |        |        |        |
|  |          |                        | 3        | Bruins de Boston       | 1 | 1                      |                  |                  |                  |                  |  |  |              |              |              |              |  |  |        |        |        |        |
|  | 7        | Maple Leafs de Toronto | 3        | Bruins de Boston       | 1 | 1                      | 2                | 2                |                  |                  |  |  |              |              |              |              |  |  |        |        |        |        |
|  | 7        | Maple Leafs de Toronto |          |                        |   |                        |                  | 2                |                  |                  |  |  |              |              |              |              |  |  |        |        |        |        |
|  | 8        | Penguins de Pittsburgh | 1        | 1                      |   |                        |                  |                  |                  |                  |  |  |              |              |              |              |  |  |        |        |        |        |
|  | 8        | Penguins de Pittsburgh | 1        | 1                      | 3 | Bruins de Boston       | 4                | 4                |                  |                  |  |  |              |              |              |              |  |  |        |        |        |        |
|  |          |                        |          |                        | 3 | Bruins de Boston       | 4                | 4                |                  |                  |  |  |              |              |              |              |  |  |        |        |        |        |
|  |          |                        | 6        | Kings de Los Angeles   | 3 | 3                      |                  |                  |                  |                  |  |  |              |              |              |              |  |  |        |        |        |        |
|  |          |                        |          |                        | 3 | 3                      |                  |                  |                  |                  |  |  |              |              |              |              |  |  |        |        |        |        |
|  |          |                        |          |                        |   |                        |                  |                  |                  |                  |  |  |              |              |              |              |  |  |        |        |        |        |
|  |          |                        |          |                        |   |                        |                  |                  |                  |                  |  |  |              |              |              |              |  |  |        |        |        |        |
|  |          |                        |          |                        |   |                        |                  |                  |                  |                  |  |  |              |              |              |              |  |  |        |        |        |        |
|  |          |                        |          |                        |   |                        |                  |                  |                  |                  |  |  |              |              |              |              |  |  |        |        |        |        |

### Finale de la Coupe Stanley
Les Canadiens de Montréal battent les champions en titre, les Flyers de Philadelphie, par 4 victoires à 0.
| 9 mai | Canadiens de Montréal | 4-3 (0-2, 2-0, 2-1) | Flyers de Philadelphie | Forum de Montréal 17 582 spectateurs |

| Feuille de match | Feuille de match | Feuille de match            | Feuille de match | Feuille de match |
| ---------------- | --- | --------------------------- | --- | ---------------- |
|                  | Roberts (Gainey, Risebrough) — 24 min 4 s Robinson (Mahovlich, Lafleur) — 26 min 30 s Lemaire (Nyrop) — 50 min 2 s Lapointe (Shutt) — 58 min 38 s | 0-1 0-2 1-2 2-2 2-3 3-3 4-3 | Leach (Clarke, Mcilhargey) — 21 s Lonsberry (Bridgman, Bladon) — 13 min 22 s Goodenough (Dornhoefer) — 45 min 17 s (SN) |                  |
| Dryden           | Gardiens | Stephenson                  | |                  |
|                  | |                             | |                  |
| 36               | Tirs | 20                          | |                  |

| 11 mai | Canadiens de Montréal | 2-1 (0-0, 1-0, 1-1) | Flyers de Philadelphie | Forum de Montréal 17 687 spectateurs |

| Feuille de match | Feuille de match                                 | Feuille de match | Feuille de match               | Feuille de match |
| ---------------- | ------------------------------------------------ | ---------------- | ------------------------------ | ---------------- |
|                  | Lemaire — 35 min 19 s (IN) Lafleur — 42 min 41 s | 1-0 2-0 2-1      | Schultz (Bladon) — 57 min 35 s |                  |
| Dryden           | Gardiens                                         | Stephenson       |                                |                  |
|                  |                                                  |                  |                                |                  |
| 19               | Tirs                                             | 26               |                                |                  |

| 13 mai | Flyers de Philadelphie | 2-3 (2-1, 0-1, 0-1) | Canadiens de Montréal | Spectrum 17 077 spectateurs |

| Feuille de match | Feuille de match                                                 | Feuille de match    | Feuille de match                                                                                               | Feuille de match |
| ---------------- | ---------------------------------------------------------------- | ------------------- | --- | ---------------- |
|                  | Leach (Clarke, Goodenough) — 8 min 40 s (SN) Leach — 18 min 14 s | 0-1 1-1 2-1 2-2 2-3 | Shutt (Lafleur) — 3 min 17 s (SN) Shutt (Lafleur, Mahovlich) — 21 min 9 s (SN) Bouchard (Wilson) — 49 min 16 s |                  |
| Stephenson       | Gardiens                                                         | Dryden              | |                  |
|                  |                                                                  |                     | |                  |
| 22               | Tirs                                                             | 25                  | |                  |

| 16 mai | Flyers de Philadelphie | 3-5 (2-2, 1-1, 0-2) | Canadiens de Montréal | Spectrum 17 077 spectateurs |

| Feuille de match | Feuille de match                                                                                              | Feuille de match                | Feuille de match | Feuille de match |
| ---------------- | --- | ------------------------------- | --- | ---------------- |
|                  | Leach (Bridgman) — 41 s Barber (Bladon, Dupont) — 18 min 20 s (SN) Dupont (Barber, Clarke) — 33 min 59 s (SN) | 1-0 1-1 1-2 2-2 3-2 3-3 3-4 3-5 | Shutt (Cournoyer, Mahovlich) — 5 min 35 s (SN) Bouchard (Risebrough) — 11 min 48 s (SN) Cournoyer (Robinson, Lafleur) — 39 min 49 s (SN) Lafleur (Mahovlich, Shutt) — 54 min 18 s Mahovlich (Lafleur, Shutt) — 55 min 16 s |                  |
| Stephenson       | Gardiens | Dryden                          | |                  |
|                  | |                                 | |                  |
| 24               | Tirs | 30                              | |                  |

## Récompenses

### Trophées
| Trophée                      | Vainqueur                                      | Équipe                                         |
| ---------------------------- | ---------------------------------------------- | ---------------------------------------------- |
| Trophée Calder               | Bryan Trottier                                 | Islanders de New York                          |
| Trophée Lester-B.-Pearson    | Guy Lafleur                                    | Canadiens de Montréal                          |
| Trophée Art-Ross             | Guy Lafleur                                    | Canadiens de Montréal                          |
| Trophée Hart                 | Bobby Clarke                                   | Flyers de Philadelphie                         |
| Trophée Conn-Smythe          | Reggie Leach                                   | Flyers de Philadelphie                         |
| Trophée Bill-Masterton       | Rod Gilbert                                    | Rangers de New York                            |
| Trophée Jack-Adams           | Don Cherry                                     | Bruins de Boston                               |
| Trophée James-Norris         | Denis Potvin                                   | Islanders de New York                          |
| Trophée Lady Byng            | Jean Ratelle                                   | Bruins de Boston                               |
| Trophée Lester-Patrick       | Stan Mikita, George A. Leader, Bruce A. Norris | Stan Mikita, George A. Leader, Bruce A. Norris |
| Trophée Vézina               | Ken Dryden                                     | Canadiens de Montréal                          |
| Trophée plus-moins de la LNH | Bobby Clarke                                   | Flyers de Philadelphie                         |

| Trophée                      | Équipe                 |
| ---------------------------- | ---------------------- |
| Trophée Clarence-S.-Campbell | Flyers de Philadelphie |
| Trophée Prince de Galles     | Canadiens de Montréal  |
| Coupe Stanley                | Canadiens de Montréal  |

### Équipes d'étoiles
| Position       | Première équipe | Première équipe        | Deuxième équipe   | Deuxième équipe        |
| Position       | Joueur          | Équipe                 | Joueur            | Équipe                 |
| -------------- | --------------- | ---------------------- | ----------------- | ---------------------- |
| Gardien de but | Ken Dryden      | Canadiens de Montréal  | Glenn Resch       | Islanders de New York  |
| Défenseur      | Brad Park       | Bruins de Boston       | Guy Lapointe      | Canadiens de Montréal  |
| Défenseur      | Denis Potvin    | Islanders de New York  | Börje Salming     | Maple Leafs de Toronto |
| Ailier gauche  | Bill Barber     | Flyers de Philadelphie | Richard Martin    | Sabres de Buffalo      |
| Centre         | Bobby Clarke    | Flyers de Philadelphie | Gilbert Perreault | Sabres de Buffalo      |
| Ailier droit   | Guy Lafleur     | Canadiens de Montréal  | Reggie Leach      | Flyers de Philadelphie |